# Лейбъристка партия (Малта)
Вижте пояснителната страница за други значения на Лейбъристка партия.
Лейбъристката партия (на малтийски: Partit Laburista; на английски: Labour Party) е лявоцентристка социалдемократическа политическа партия в Малта.
Тя е основана през 1920 година и е една от двете доминиращи партии в страната. Партията е управляваща през 1971-1987, 1996-1998 и от 2013 година.
Подкрепя държавната намеса в икономиката, подобряване на социалната политика, здавеопазването и образованието. Последователен курс за неутралитет на Малта.
На парламентарните избори през 2013 година Лейбъристката партия получава 55% от гласовете и 38 от 67 места в парламента, като нейният лидер Джоузеф Мускат оглавява правителството.